# Großsteingrab Ritzerau
Das Großsteingrab Ritzerau war eine mögliche megalithische Grabanlage der jungsteinzeitlichen Nordgruppe der Trichterbecherkultur bei Ritzerau im Kreis Herzogtum Lauenburg in Schleswig-Holstein. Sie wurde im späten 19. oder frühen 20. Jahrhundert zerstört.
Karl Kersten führt in seiner 1951 erschienenen Monografie zu den vor- und frühgeschichtlichen Denkmälern des Kreises Herzogtum Lauenburg ein zerstörtes Steingrab unter der Nummer Ritzerau LA 84 auf. Seine Angaben gehen auf einen Bericht von Alfred Tode zurück. Ernst Sprockhoff erwähnt in seinem 1965 erschienenen Atlas der Megalithgräber Deutschlands ebenfalls ein Großsteingrab bei Ritzerau, bezieht sich dabei aber auf ein Verzeichnis von Wilhelm Splieth. Es handelt sich aber vermutlich um dasselbe Grab.
Zur Orientierung, den Maßen und dem genauen Grabtyp liegen keine Angaben vor. Bei einer Feldbegehung im Jahr 1938 konnte auch durch die Befragung von Anwohnern nichts genaueres über das Grab in Erfahrung gebracht werden.